# Lazi Krapinski
Lazi Krapinski falu Horvátországban Krapina-Zagorje megyében. Közigazgatásilag Krapina községhez tartozik.

## Fekvése
Krapina központjától 2 km-re északra fekszik.

## Története
A falunak 1857-ben 65, 1910-ben 97 lakosa volt. Trianonig Varasd vármegye Krapinai járásához tartozott. 2001-ben a falunak 82 lakosa volt.

## Külső hivatkozások
Krapina város hivatalos oldala